# Bonțida
Bonțida [ˈbont͡sia] (veraltet Bonțîda; deutsch Bonisbruck oder Bruck, ungarisch Bonchida) ist eine Gemeinde im Kreis Cluj, in der Region Siebenbürgen in Rumänien.

## Geographische Lage

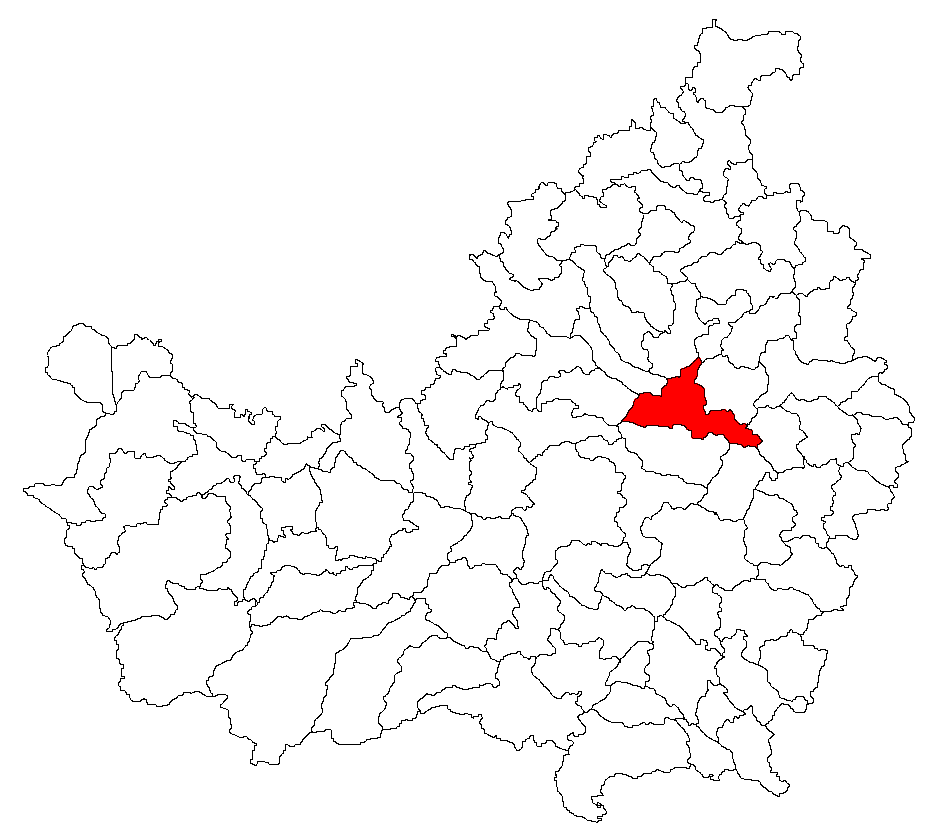
Lage der Gemeinde Bonțida im Kreis Cluj

Die Gemeinde Bonțida befindet sich etwa in der Nordhälfte des Siebenbürgischen Beckens beidseitig am Unterlauf des Someșul Mic (Kleiner Somesch). Das Gemeindezentrum liegt am rechten Ufer des Kleinen Somesch, am Drum național 1C und der Bahnstrecke Apahida–Dej 19 Kilometer südlich von Gherla (Neuschloss) und etwa 30 Kilometer nördlich von der Kreishauptstadt Cluj-Napoca (Klausenburg).

## Geschichte
Der Ort Bonțida wurde nach unterschiedlichen Angaben erstmals 1245 oder 1263 urkundlich erwähnt und gehörte der ungarischen Adelsfamilie Csák, später der Adelsfamilie Bánffy, wobei unter den freien Bewohner auch Siebenbürger Sachsen lebten.
Archäologische Funde die auf eine Besiedlung Bonțidas bis in die Jungsteinzeit deuten, wurden nach Angaben von E. Orosz auf dem von den Einheimischen genannten Areal Podărie (ungarisch Pados), gemacht. Sowohl im eingemeindeten Dorf Coasta (Gyulatelke) als auch in Răscruci (Válaszút) wurden bei der Mündung des Baches Borșa in den Someșul Mic archäologische Funde aus der Bronzezeit gemacht.
Im Königreich Ungarn gehörte die heutige Gemeinde dem Stuhlbezirk Kolozsvár im Komitat Klausenburg, anschließend dem historischen Kreis Cluj und ab 1950 dem heutigen Kreis Cluj an.

## Bevölkerung
Die Bevölkerung der Gemeinde entwickelte sich wie folgt:
| 1850 | 3.643 | 2.325 | 946   | 15 | 357              |
| 1920 | 4.373 | 3.094 | 1.562 | 14 | 67               |
| 1956 | 5.658 | 3.824 | 1.282 | 2  | 550              |
| 1992 | 4.447 | 3.075 | 833   | 1  | 538              |
| 2002 | 4.722 | 3.037 | 902   | 1  | 746              |
| 2011 | 4.856 | 2.897 | 812   | -  | 1.147 (962 Roma) |
| 2021 | 5.191 | 3.831 | 480   | 2  | 878 (357 Roma)   |

Seit 1850 wurde auf dem Gebiet der heutigen Gemeinde die höchste Einwohnerzahl 1956 ermittelt. Die höchste Bevölkerungszahl der Rumänen (3896) wurde 1977, der Magyaren (2859) wurde 1941, die der Roma 2011 und die der Rumäniendeutschen (89) wurde 1900 registriert. Des Weiteren bekannten sich unterschiedlich bei fast jeder Aufnahme einzelne Einwohner als Ukrainer, Serben oder Slowaken.

## Sehenswürdigkeiten
- Die gotische reformierte Kirche mit Renaissance-Elementen[4] in Bonțida, im 13. Jahrhundert und dem hölzernen Glockenturm im 19. Jahrhundert errichtet, stehen unter Denkmalschutz.[9]
- Das ehemalige Barockschloss Bánffy, wurde 1652 vom italienischen Baumeister Augostino Serena errichtet, 1750 bis 1850 immer wieder mal umgebaut und erweitert, steht unter Denkmalschutz.[9] Letzter Besitzer war der Großgrundbesitzer und Politiker Miklós Bánffy.[4] Seit 2013 findet hier das Musikfestival Electric Castle statt.
- Im eingemeindeten Dorf Coasta das Gutshaus Dujardin, Ende des 18. Jahrhunderts errichtet, heute die Dorfschule, steht unter Denkmalschutz.[9] Seit etwa 1600 ist das Dorf ein von Rumänen bewohnter Ort, mit einer Kirche 1669 errichtet.[4]
- Im eingemeindeten Dorf Răscruci, die reformierte Kirche im 17. Jahrhundert[10] und das Gutshaus Bánffy mit dessen Parkanlage im 18. Jahrhundert errichtet, stehen unter Denkmalschutz.[9]

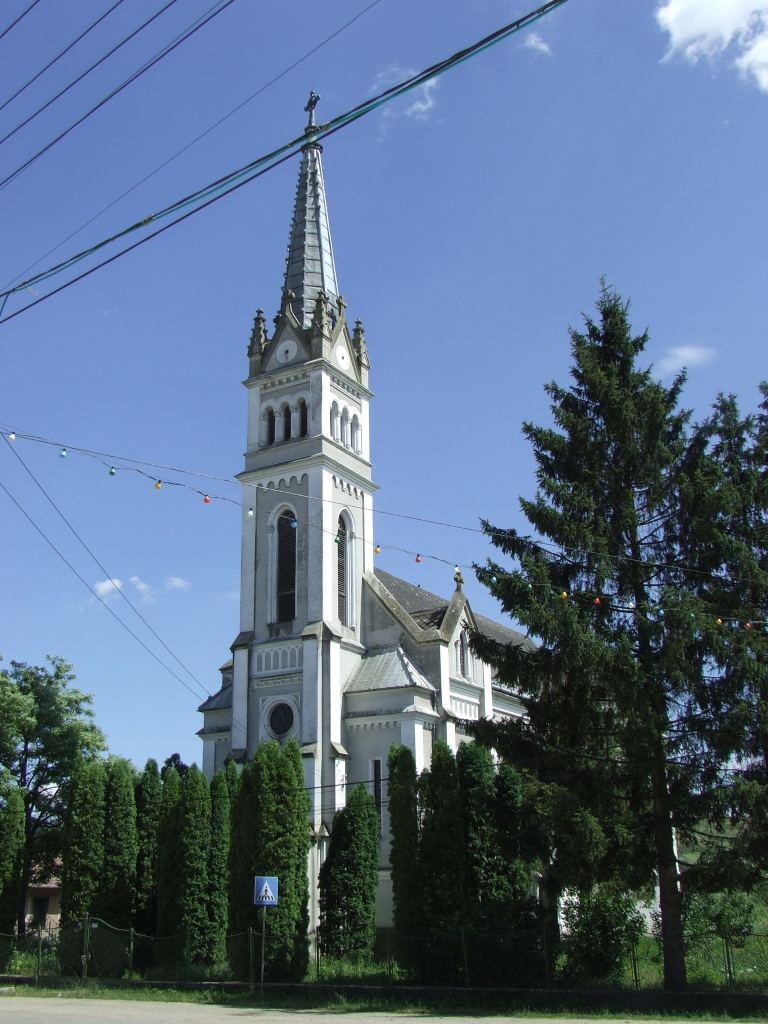
Römisch-katholische Kirche
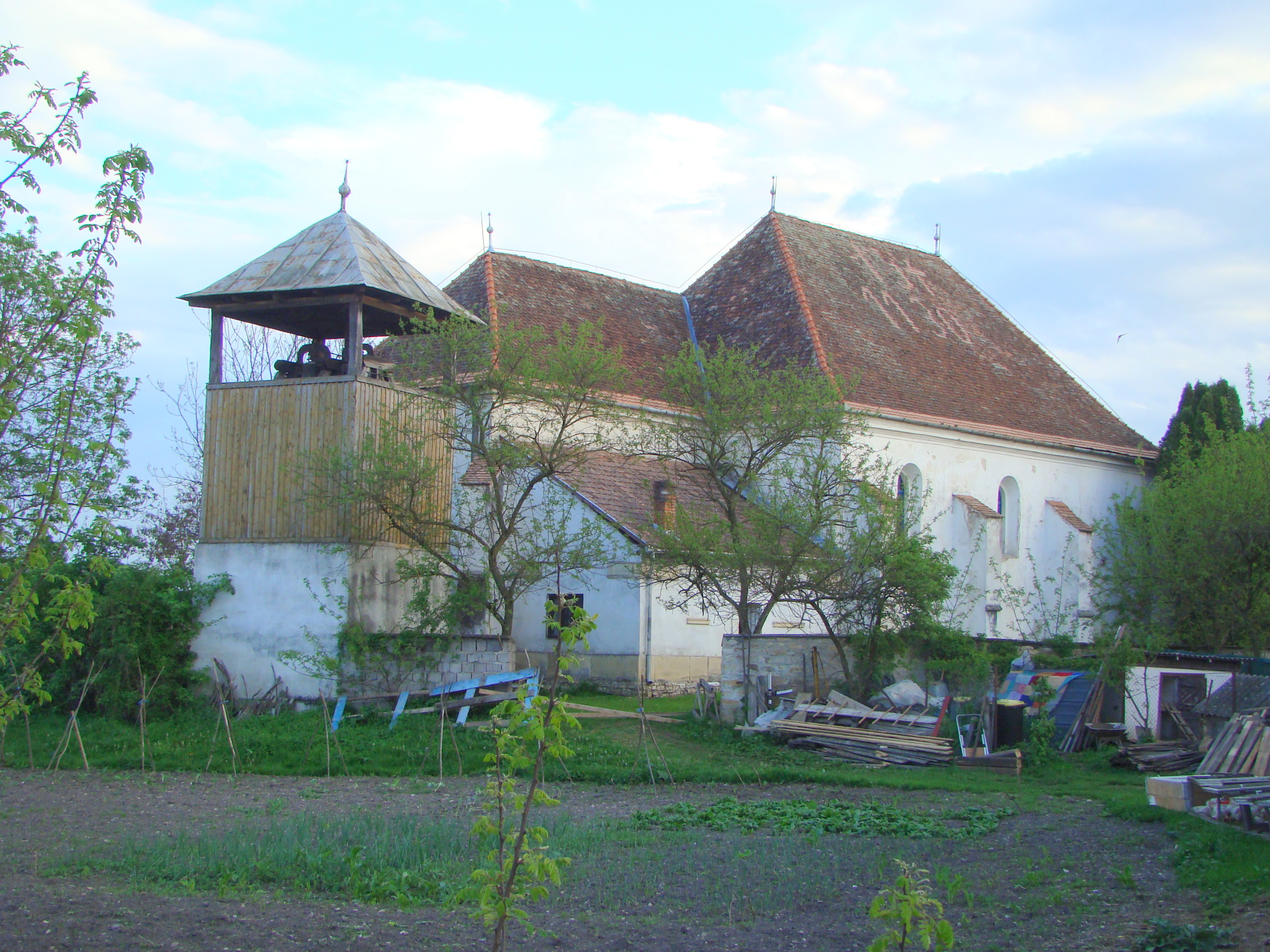
Reformierte Kirche
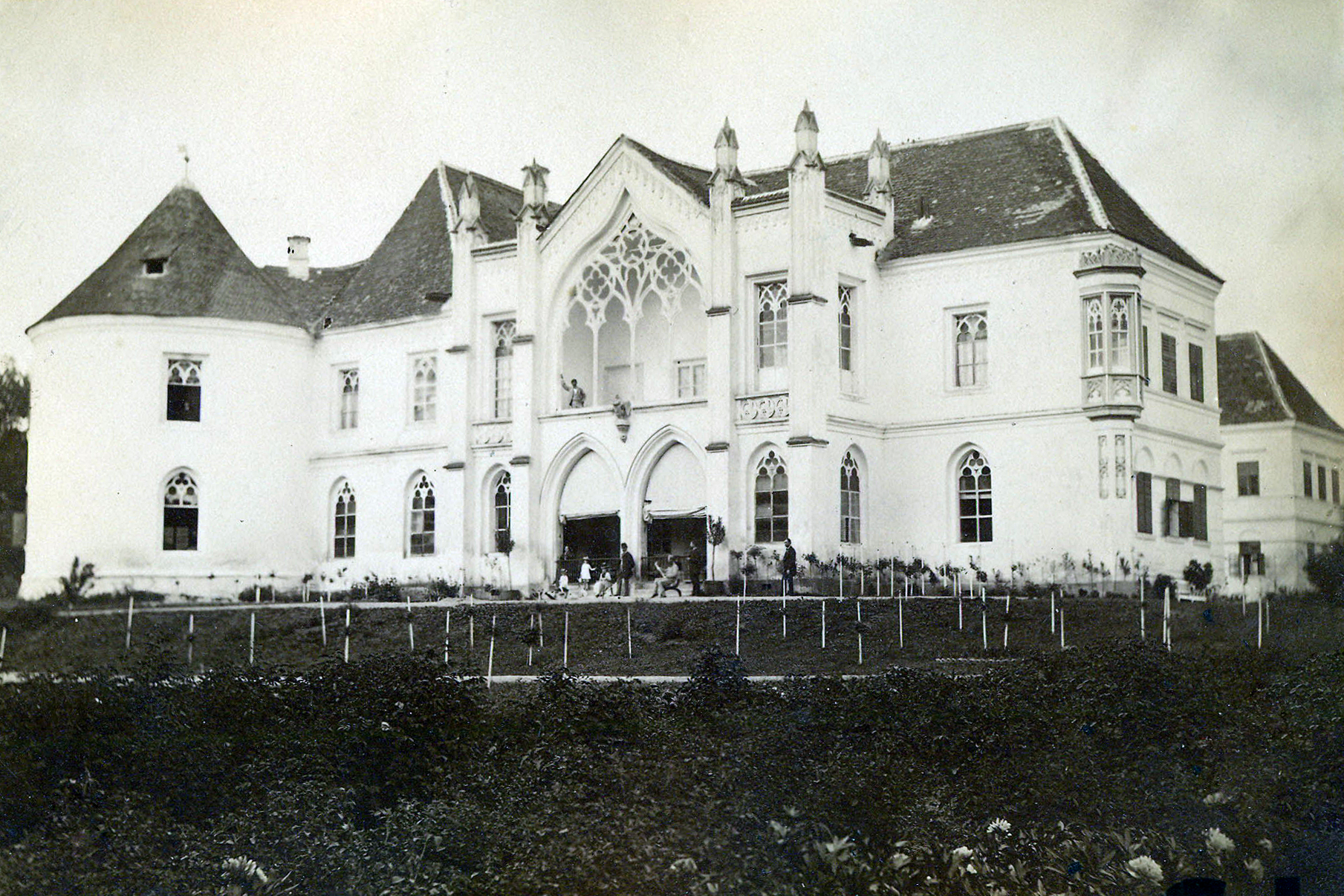
Das Banffy Schloss um 1890
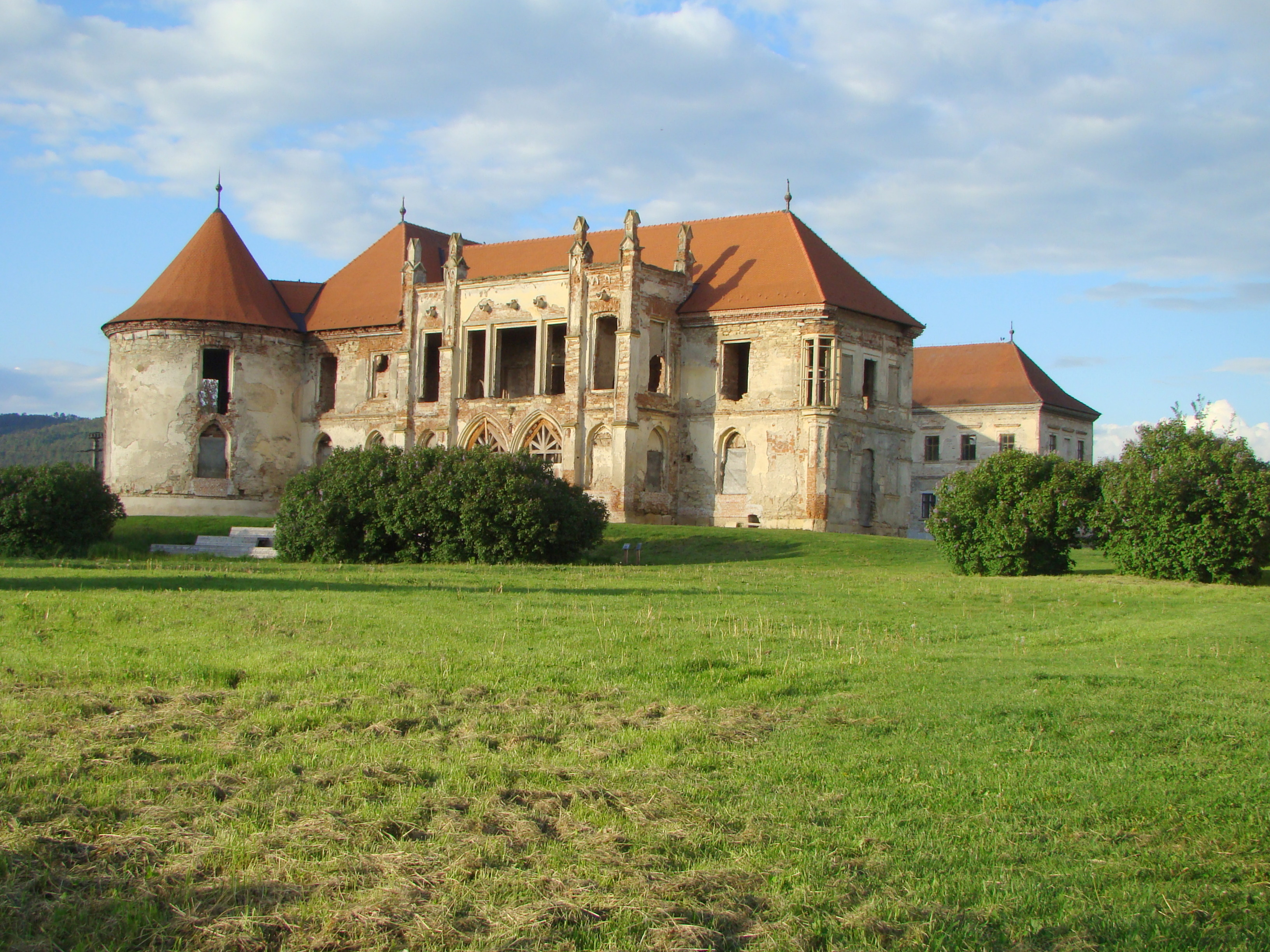
Das Bánffy Schloss um 2017
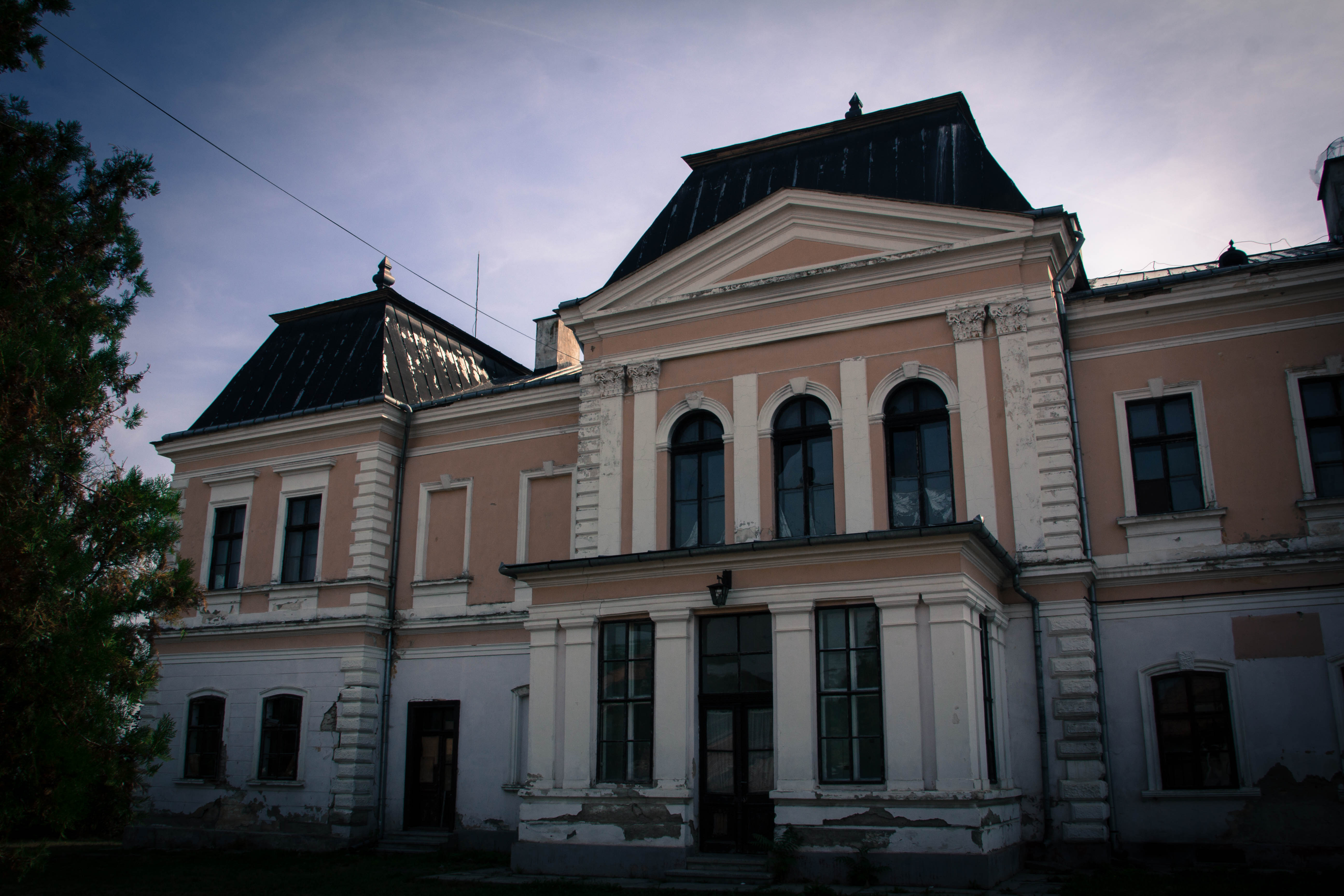
Das Bánffy Schloss in Răscruci